# Конкурентное благо
В экономической науке благо называется конкурентным (англ. rival, rivalrous), если его потребление одним агентом препятствует одновременному его потреблению другими агентами.. Благо считается неконкурентным (англ. non-rival, non-rivalrous), если при любом объёме производства стоимость предоставления этого блага дополнительному потребителю равна нулю. Таким образом, любой товар можно характеризовать точкой континуума, который простирается от абсолютной конкурентности до абсолютной неконкурентности.
Неконкурентность не предполагает, что суммарные издержки на производство блага малы — роль играет только величина предельных издержек, то есть издержек на производство дополнительной единицы продукции. В действительности неконкурентных благ практически не существует, так как при определённых объёмах производства вполне возможно установление конкурентности. Скажем, дороги или интернет неконкурентны в потреблении лишь до определённого уровня. По достижении этого уровня окажется, что каждый новый потребитель снижает скорость остальных. Именно поэтому оппозиция «конкурентность—неконкурентность» считается современными экономистами континуумом, а не бинарной величиной.
Большинство материальных товаров, как длительного, так и краткосрочного пользования, конкуренты в потреблении. Например, молоток — это конкурентный товар длительного пользования. Использование кем-либо данного молотка делает его одновременное потребление другими лицами невозможным. Тем не менее, пользователь молотка не может исчерпать его полезные свойства. Иными словами, конкурентный товар может быть разделён между несколькими потребителями в том случае, если они прибегают к его использованию в разное время. Другая часть конкурентных товаров — примером может служить яблоко — подлежат краткосрочному или однократному использованию. Конкурентными могут быть и нематериальные активы: права на использование частот радиодиапазона, доменных имён и т.д. Почти все частные блага конкурентны.
Неконкурентные блага, как правило, имеют нематериальную форму. Рассмотрим случай телевещания: когда кто-либо включает телевизор, это никак не ухудшает положение других телезрителей. Телевизор при этом — конкурентное благо. Также неконкурентными благами можно считать красивый вид, национальную и общественную безопасность, чистый воздух и чистые улицы. В частности, неконкурентными являются почти все объекты интеллектуальной собственности. Иногда потребление интеллектуальных продуктов не только не понижает, но и повышает их ценность для других пользователей. Объекты, обладающие таким свойством называются антиконкурентными (англ. anti-rival, anti-rivalrous). Чем большее количество людей знает некий язык, тем выгоднее его учить другим людям.
Блага, которые обладают свойствами неконкурентности и неисключаемости, называются общественными. Теоретико-игровые результаты позволяют предположить, что предложение общественных благ всегда недостаточно. Удовлетворение общественной потребности в них требует участия государства.